# Blasphemer
Blasphemer, pseudonimo di Rune Eriksen (Oslo, 13 gennaio 1975), è un chitarrista norvegese.

## Biografia
È famoso soprattutto per aver suonato nei Mayhem, nei quali entrò all'età di 19 anni grazie al suo grande talento musicale dopo la morte dell'ex-chitarrista Euronymous; ha fatto parte della band dal 1995 al 2008. Ha suonato anche in altre band come In Silence, Aura Noir, Mezzerschmitt e Amicus.
Attualmente vive in Portogallo.